# Etnias de Mauritania

Mauritania

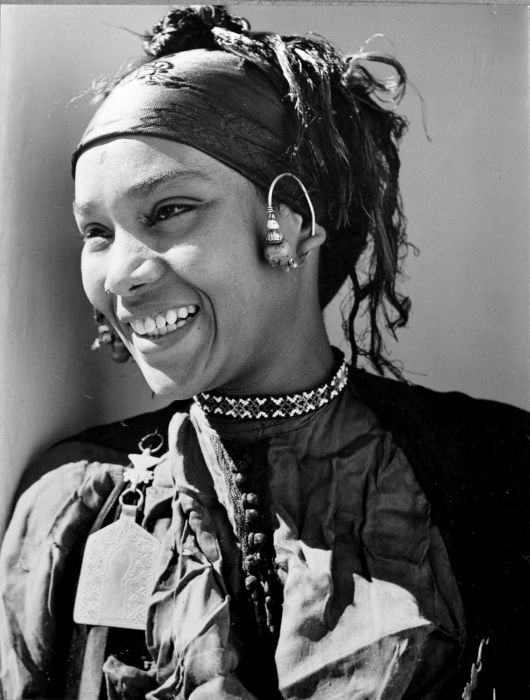
Muchacha haratin de Marruecos

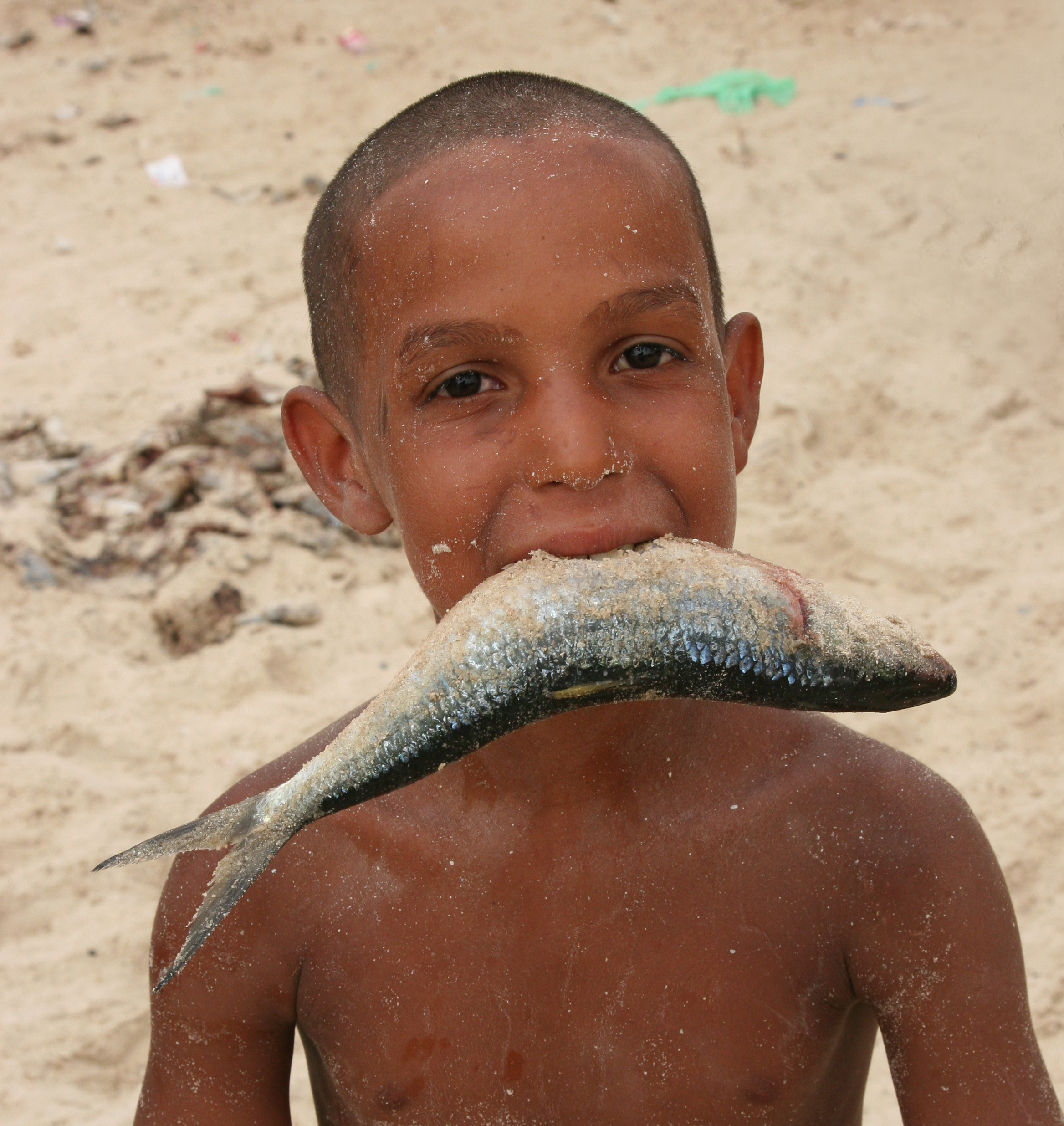
Niño mauritano en la playa de Nuakchot.

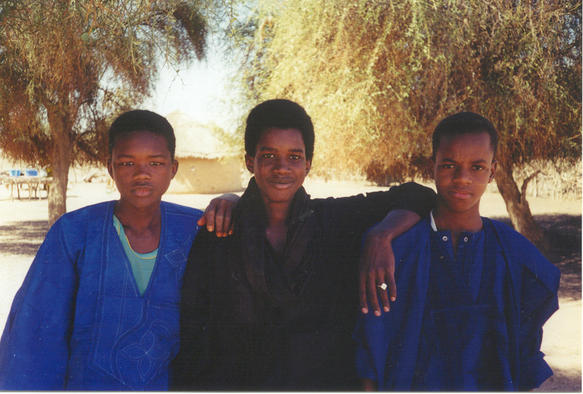
Muchachos fulani en Mauritania

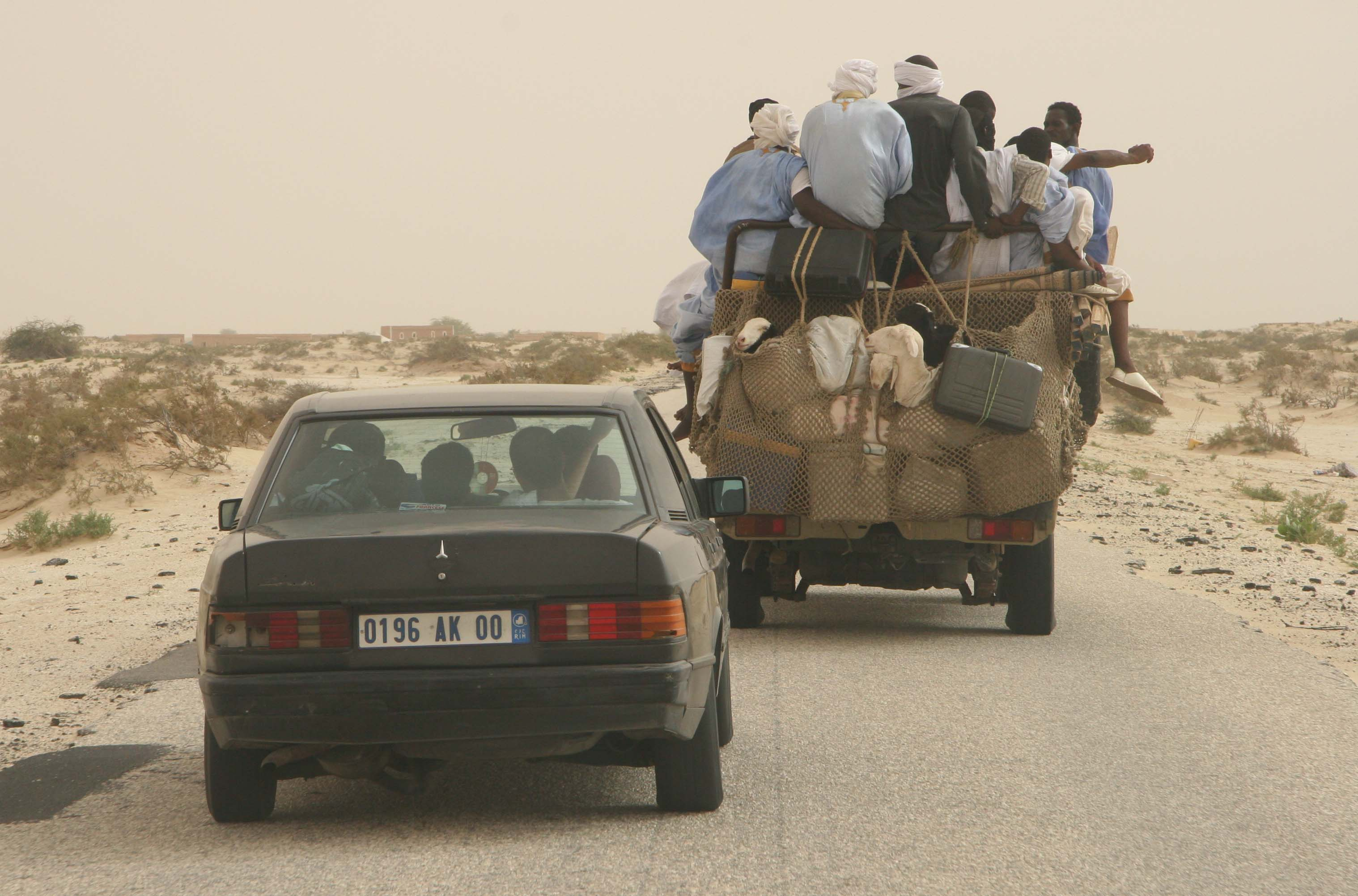
Transporte por el interior de Mauritania

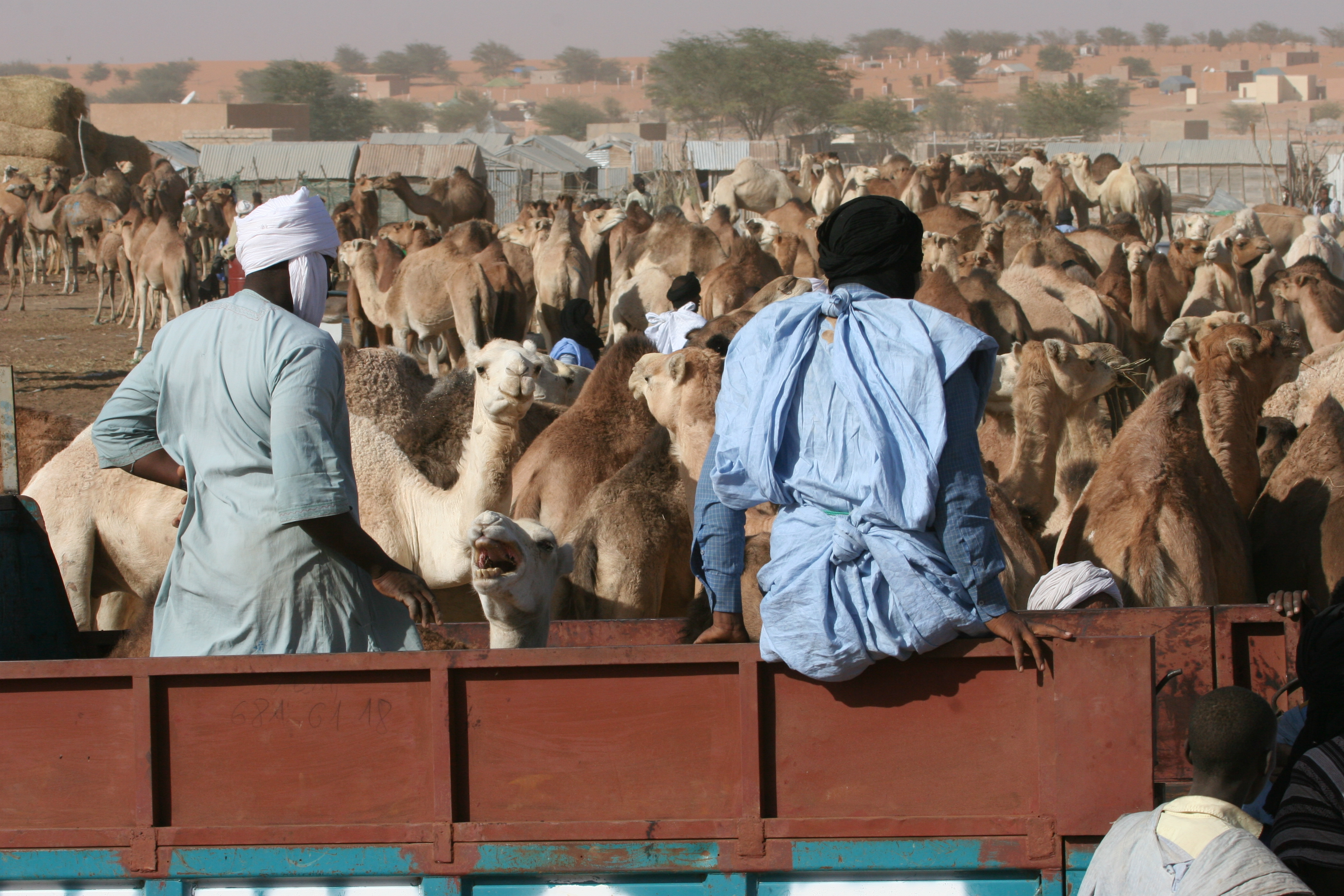
Mercado de camellos en Nuakchot

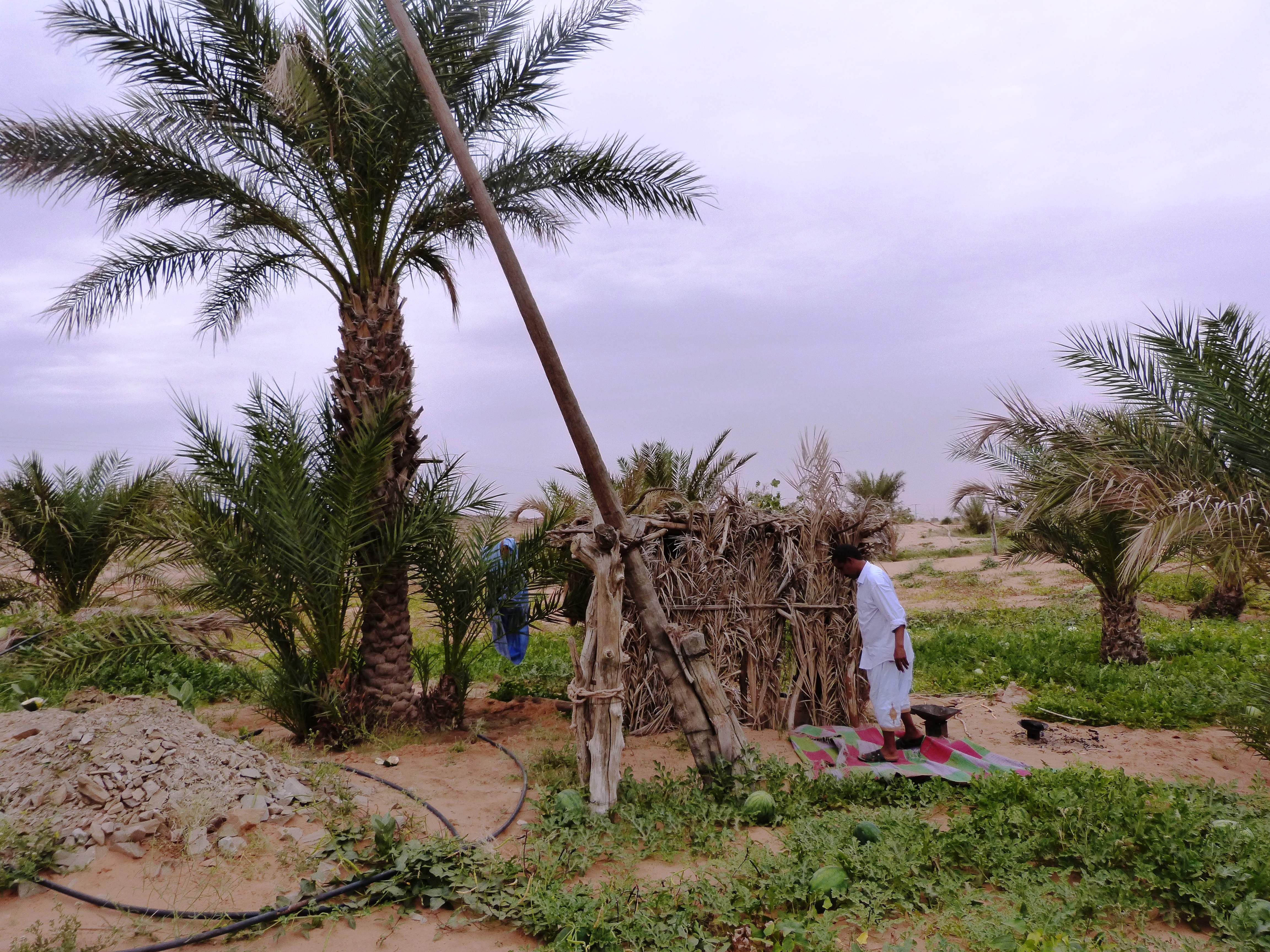
Agricultor en Tiyikya, centro de Mauritania

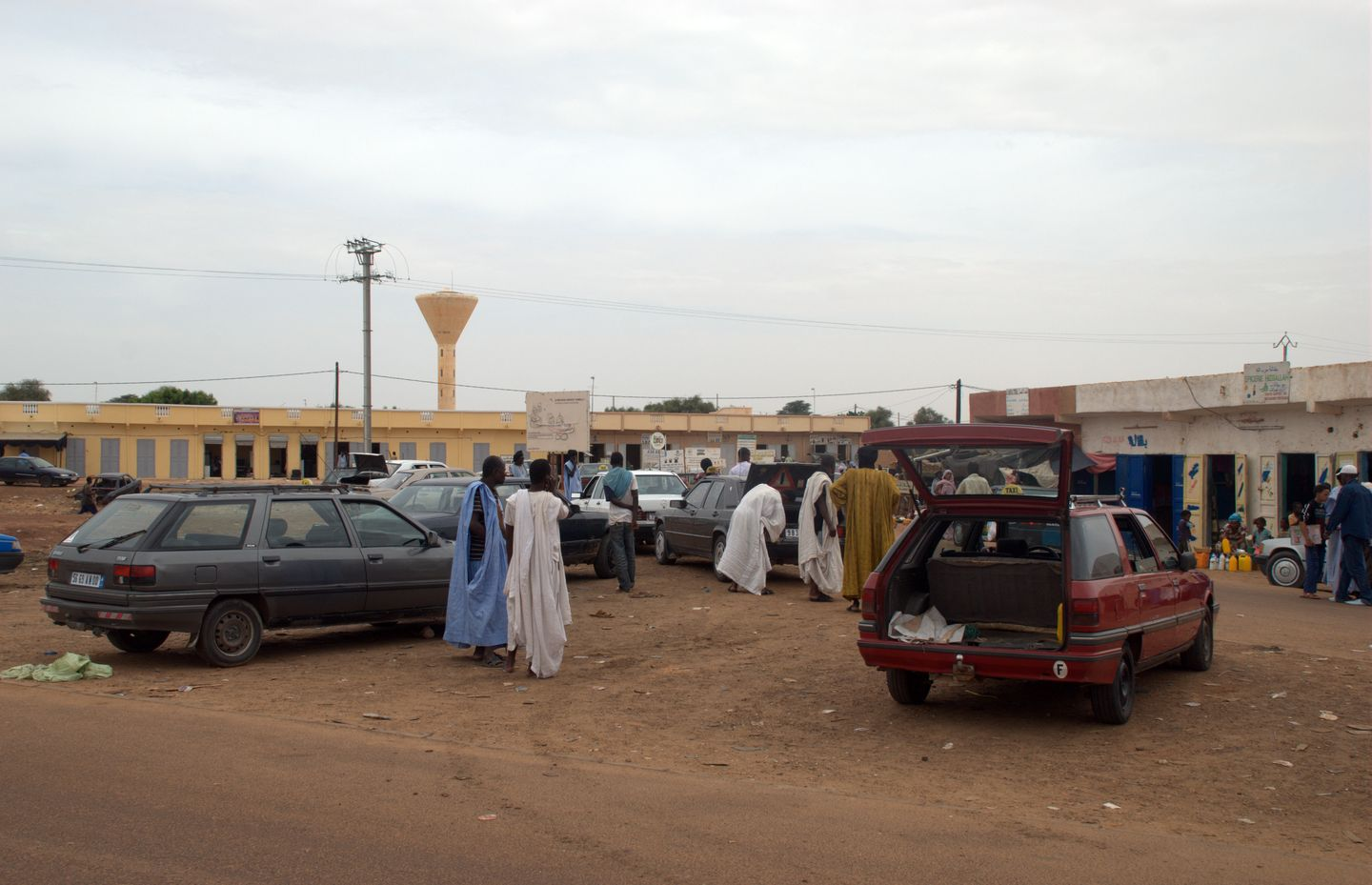
Parada de taxis en Bogué, Mauritania

En la República Islámica de Mauritania hay una población estimada en 2019 de 4,66 millones de habitantes, aunque algunas estimaciones no superan los 4 millones. Se estima que el 30-40% de la población es árabe blanca (árabes-bereberes, beidanes o arabes blancos); otro 30-40% serían haratines, descendientes de esclavos subsaharianos arabizados (arabes negros), y el 20-30% restante serían negros no arabizados, que incluyen los pueblos fula o fulani, tucolor, bambara, soninke, serer, wólof y haratin. Varios grupos étnicos son agricultores y ganaderos: los beidan, también llamados arabes blancos, por contraste con los haratin, que son de piel más oscura (arabes negros) y que son descendientes de esclavos negros liberados, los soninke y los serer, mientras que los fulas son agricultores y pastores seminómadas.
En general, los árabes son más numerosos en el norte y los negros, en el sur, aunque no existen regiones habitadas únicamente por negros. Regiones como Guidimaka, al sur, albergan un 50% de soninkes, un 25% de fulas y un 25% de árabes. En la región de Gorgol, también al sur, hay moros blancos y negros, fulas o peuls, soninkés, bambaras y wolof, pero la lengua común es el idioma fula o peul. En Nuakchot, la capital, hay una mezcla de árabes, occidentales y negros de todas las etnias. Hay barrios donde están mezclados y otros donde predominan los negros. En general los moros blancos y negros son mayoría. Los barrios ricos están al norte.
La población negra-africana, en torno a un 30 por ciento, 1,5 millones, que es más antigua en la zona, se considera de segunda clase, y esto ha llevado a numerosos enfrentamientos con los árabes, que tienen el poder. Los conflictos de 1989 hicieron que muchos negros mauritanos se exiliaran a Senegal.
El sistema social es igual en todas las etnias. Los grupos se dividen en clases jerárquicas. A la cabeza se encuentran los nobles, que lo son por nacimiento, le siguen los sirvientes y por último los esclavos. Los moros nobles están encabezados a su vez por guerreros, descendientes de Beni Hassan y conocidos como hassanis, y los murabit o morabitos, consagrados al estudio de la religión islámica. Los guerreros, de ascendencia árabe, conocidos como zawaya, reciben tributo de los beidan, que son sus vasallos. En esta jerarquía, la base la forman dos grupos de artesanos, los herreros y los griot, o contadores de historias. Las clases serviles se dividen en esclavos y liberados. Los haratin son bastante autónomos, pero están limitados por su economía más nómada.

## Etnias
- Beidan (en árabe Bîdhân, «blanco»). Unos 600.000 en Mauritania. Descendientes de los árabe-bereberes del norte de África, muchos de ellos procedentes de la península ibérica cuando fueron expulsados durante la Reconquista. Joshua Project calcula en 3,7 millones los llamados moros (moors en inglés, maures en francés), descendientes de los bereberes que crearon un imperio en el norte de África en los siglos VII y VIII y que, expulsados hacia el sur por los árabes se repartieron por Malí, Argelia, Sahara Occidental, el sur de Marruecos, el norte de Senegal y Mauritania.[6] Tradicionalmente nómadas mercaderes y comerciantes, se han adaptado a la vida urbana y a la vida sedentaria como agricultores. En tiempos, atravesaban el desierto con camellos, transportaban sal y traficaban con esclavos, con los que se mezclaron, así como con los europeos que llegaban a estas latitudes para el mismo comercio, dando lugar a una gran diversidad étnica, desde pieles blancas y cabello rojizo hasta negros sudaneses oscuros como el carbón. La colonización francesa separó a la población por el color de la piel: los blancos formaron la nobleza y los plebeyos, y los negros se convirtieron en sirvientes integrados en las familias y esclavos que podían venderse. Estos grupos de piel más oscura formarían los haratines.

- Haratin. Unos 600.000 en Mauritania, el 40% del total de 1,5 millones repartidos por Argelia, Túnez y Libia. Son los antiguos esclavos liberados después de 1981, cuando se abolió la esclavitud y que adoptaron la lengua de sus antiguos amos, el hassanía. En la práctica, muchos haratines (o harratines) siguen vinculados a sus amos, de ahí que se diga que todavía se practica la esclavitud en Mauritania.[7] En muchos casos, las diferencias entre los árabes blancos y negros no son apreciables, ya que son de carácter social más que físico.[8] Los haratin sirven como asistentes domésticos y trabajadores en los campos, cuando no viven en las ciudades.

- Toucouleur o tukulor. Viven en el valle del río Senegal y en la frontera entre Mauritania y Senegal. Hablan la lengua pulaar o fulani en un dialecto llamado futa tooro por la zona en que viven. Crearon el imperio de Tukulor en Malí, en el siglo XIX. Sus orígenes son complejos, pues tienen relación con los serer, los wolof y los fulani. Abrazan el islam en el siglo XI y son patrilienales y polígamos, con un 20 por ciento de la población masculina con más de una esposa. Cultivan mijo y sorgo, pero muchos han emigrado a las ciudades.[9]

- Fulani. Cerca de 1 millón en Mauritania. Dispersos por el sur, en torno al río Senegal. Joshua Project reduce mucho la población (unos 234.000 pullar y 50.000 del sugbrupo fukakunda)[10] Los fukakunda serían seminómadas, sufíes en su mayoría, que van de ciudad en ciudad y forman poblados. Los pulaar, entre los ríos Senegal y Dagana, viven en su mayoría en zonas rurales, cuidando el ganado. Se dividen en cuatro clases sociales. Los aristócratas son los torobe, la clase media los rimbe: pescadores, granjeros, comerciantes y administradores. Las clases bajas comprenden los esclavos (liberados a la tercera generación) y los esclavos liberados. Los poblados son pequeños, las casas de ladrillo o yeso tienen tejados de paja. Cultivan arroz, mijo, sorgo, pescan y recogen frutos y nueces.[11]

- Soninké. Unos 140.000 en Mauritania. Joshua Project calcula 232.000.[12] Son un pueblo mandinga, importantes en países como Senegal, Gambia y Malí, pero que en Mauritania viven en grupos dispersos en el sudoeste y el sur, al norte del río Senegal y en el Alto Níger. Hablan el idioma soninké. Proceden de Ghana, de donde fueron expulsados por las persecuciones bereberes. Son granjeros, cultivan sorgo, arroz, cacahuetes y mijo, su principal sustento. Crían cabras, ovejas, caballos, pollos y vacas. Viven en aldeas en casas redondas o rectangulares. Se acepta la poliginia, hasta cuatro esposas, y el pago por matrimonio.

- Wólof. Unos 230.000 en Mauritania, en la costa sudoeste, cerca de Rosso, aunque la mayoría, unos 7 millones, vive en Senegal. Tuvieron un imperio entre los siglos XIV y XIX entre Senegal y Gambia. Son musulmanes sunitas. Hablan el idioma wólof. Otras fuentes citan muchos menos en Mauritania, en torno a 18.000[13] Tradicionalmente, se dividían en hombres libres, nacidos de esclavos y artesanos. Los nacidos de esclavos siguieron sirviendo a las familias de sus antiguos amos. La clase baja eran los artesanos, herreros, peleteros o músicos, y eran raros los matrimonios entre los tres grupos. En la actualidad, estas costumbres han sido superadas en gran medida, por ejemplo, el que fue presidente de Senegal, Abdou Diouf, era wólof de los herreros.

- Bambara. Pueblo mandinga que fundó el imperio de Malí en el siglo XIII, cuyos restos se encuentran en Tichit, al sur de Mauritania. Según Joshua Project[14] hay unos 22.000 en Mauritania, de una población mundial de 6 millones, principalmente en Malí, pero otras fuentes citan casi 10 millones.[15] Los bambara son agricultores que viven en comunidades que comparten el trabajo del campo, donde cultivan mijo, arroz, sorgo y fonio. Los grupos familiares comprenden hasta 60 personas. Sus casas son rectangulares, con un terrado de tierra batida. En el centro de cada poblado, donde hay un líder llamado maestro de la tierra, hay un baobab en torno al cual se imparte justicia. Son musulmanes, pero al menos un tercio lo comparte con creencias animistas. Están divididos en castas: granjeros, artesanos y herreros principalmente.[16]

- Tuareg. Podría haber unos 124.000 en Mauritania, pero su carácter nómada los sitúa principalmente más al este. Hablan principalmente tamasheq. Son bereberes nómadas que viven en el desierto con sus rebaños. En los años 70 se vieron forzados a ir hacia el sur debido a las sequías y los conflictos, y desde 2012, muchos huyen de Malí para ir a Mauritania,[17][18] En 2019 había unos 50.000 refugiados malienses, la mayoría de ellos pastores tuaregs que perdieron el ganado, en el campo de Mbera, en Mauritania.[19][20]

## Esclavitud en Mauritania
La prohibición en 1981 de la esclavitud nunca acabó de acatarse del todo en Mauritania. Según Amnistía Internacional y otras ONGs entre el 10 y el 20 por ciento de la población vive bajo régimen de esclavitud, en un número que supera las 90.000 personas según el Índice Global de Esclavitud, 21,5 de cada 1000 individuos. No obstante, la esclavitud está prohibida y castigada con la cárcel. La practican los árabes blancos, pero también los wolof, los peul y los soninké. Se aprecia en forma de trabajo infantil y doméstico, matrimonios de niños, prostitución y tráfico de personas. Los niños de los haratin se venden a veces a Arabia Saudí y Kuwait, donde practican oficios que los árabes blancos consideran viles para ellos.

En el mapa, en verde oscuro, las zonas donde predomina el idioma hassanía; en verde claro, las lenguas tuareg mezcladas con el hassanía.

## Perfil demográfico
La tasa de fertilidad es de 4 hijos por mujer y casi el 60% de la población tiene menos de 25 años. La escolarización es insuficiente, sobre todo en las mujeres. La alfabetización es del 50%. La persistencia de las tradiciones esclavistas no contribuye a la educación de los haratin o moros negros, a los que se sigue sometiendo a matrimonios forzados y a la ignorancia. La sequía, la pobreza y el desempleo empujan a la emigración desde los años 1970 hacia los países de África Occidental como Senegal, Malí, Costa de Marfil y Gambia. La guerra Mauritania-Senegal de 1989 forzó a muchos mauritanos de color a emigrar a Senegal, desde donde fueron a Libia, los países del Golfo Pérsico y Europa. Actualmente, es un importante punto de tránsito de la migración hacia Europa, sobre todo hacia España a través de las Islas Canarias, Ceuta y Melilla.

## Lenguas
En Mauritania se hablan varias lenguas afroasiáticas, incluidas el zenaga (lengua bereber que solo hablan unas 200 personas en el sudoeste, los bereberes zenata), el tamashek (una lengua tuareg), el hassanía o hassaniya, dialecto del árabe magrebí que ha reemplazado a las lenguas bereberes y es la lengua franca, y el árabe estándar moderno, lenguaje oficial del gobierno. Muchos mauritanos hablan francés.